# Бандар Владислав Юрійович
Владисла́в Ю́рійович Бандар (нар. 1 квітня 1996, Одеська область) — український військовослужбовець, старший лейтенант Збройних сил України, учасник російсько-української війни, що відзначився під час російського вторгнення в Україну 2022 року, Герой України з врученням ордена «Золота Зірка» (2022).

## Життєпис
Командир парашутно-десантного батальйону. Має бойовий досвід в АТО й ООС.
Під час повномасштабного російського вторгнення забезпечував оборону на взводних опорних пунктах у районі мосту через річку Сіверський Донець біля населеного пункту Щастя на Луганщині. У березні організував ефективну оборону позицій у районі Верхньоторецького, що неодноразово зупиняло спроби прориву й не дозволило противнику оволодіти позицією українських військ на найнебезпечнішому напрямку оборони. 
18 березня 2022 року, під час ворожого авіаційного та артилерійського обстрілу Владислав Бандар зазнав вогнепального осколкового поранення та втратив праву руку. Однак після поранення Владислав і далі керував обороною ротного опорного пункту, поки його не евакуював бойовий медик.

## Нагорода
- звання Герой України з врученням ордена «Золота Зірка» (26 березня 2022) — за особисту мужність і героїзм, виявлені у захисті державного суверенітету та територіальної цілісності України, вірність військовій присязі[2].